# Arhipelagul Bismarck
Arhipelagul Bismarck (denumirea veche „Arhipelagul Noua Britanie”) este situat în Pacificul de Vest la sud-vest de Marea Bismarck și aparține de Papua Noua Guinee.

## Date geografice
Arhipelagul este format din mai multe insule care din punct de vedere geografic aparțin de Melanezia, având în anul 1899 ca. 200 000 de locuitori. Din punct de vedere administrativ este împărțit în patru provincii din care:
- Provincia Noua Britanie de Est cu insulele mai importante:
  - Insula Noua Britanie, New Britain (denumirea veche „Noua Pomeranie”)
  - Insula Duke-of-York (denumirea veche „Neulauenburg”)

- Provincia Manus cu insulele:
  - Insula Manus
  - Insulele Amiral
  - Insula Baluan
  - Insula Purdy
  - Insula Rombutio
  - Insulele Ieremite
  - Insula Vufulu

- Provincia Noua Irlandă cu insulele:
  - Insula Noua Irlandă
  - Insula New Hanover (Lavongai)
  - Insulele Feni
  - Insulele Lihir
  - Insulele St. Matias
  - Insulele Tanga
- Provincia Noua Britanie de Vest cu:
  - Insula Vitu

## Istoric
Arhipelagul este semnalat pentru prima oară de navigatorul olandez Jacob Le Maire
(1585-1616) și unele insule vor fi numite ulterior „Noua Britanie”, „Noua Irlandă” și „Insula York” de piratul englez William Dampier (1651-1715). Între anii 1874-1875 va lua naștere un centru de comerț înființat de asociația comercială „Johann Cesar Godeffroy și fiul” din Hamburg care va fi preluat mai târziu de casa comercială „Hernsheim und Comp”. „Asociația de comerț și planataje germană” va extinde acțiunile comerciale care sunt puse sub protecție imperială germană. În anul 1884 ia naștere „Compania Noua Guinee” care este sprijinită de cancelarul Otto von Bismarck, iar în noiembrie 1884 sosesc în arhipelag navele de război germane  SMS Elisabeth și SMS Hyäne care vor plasa steagul german pe insula Noua Guinee și „Matupi”, ulterior numită „Noua Pommeranie”, sudul insulei Noua Guinee fiind revendicată anterior de Marea Britanie. În anul 1885 Compania Noua Guinee este pusă sub protecție imperială germană, iar arhipelagul va fi numit „Arhipelagul Bismarck”. În anul 1886 după o serie de tratative cu Anglia, Germania va ceda Angliei o parte din insulele Solomon. Dominația germană asupra arhipelagului încetează la data de 17 septembrie 1914 când va capitula în fața unei flote australo-franceze.